# Filip Karlsson
Filip Karlsson  (* 12. Juni 2001) ist ein Schweizer Unihockeyspieler, der beim Nationalliga-A-Verein UHC Uster unter Vertrag steht.

## Karriere
Karlsson stammt aus dem Nachwuchs des UHC Uster und debütierte 2021 in der ersten Mannschaft in der Nationalliga A.